# R.
R. ist ein Doppelalbum des US-amerikanischen Contemporary-R&B-Sängers R. Kelly, das im November 1998 erschien.

## Entstehung und Veröffentlichung
Die Erstveröffentlichung von R. erfolgte am 10. November 1998 bei Jive Records. Das Album erschien in seiner Originalausführung als Doppel-CD mit 30 Titeln (Katalognummer: 0517932).
Geschrieben und produziert wurden die Lieder vom Interpreten selbst. Während Kelly alleine für die Produktion verantwortlich war, bekam er beim Schreibprozess einiger Titel Unterstützung, so unter anderem bei Only the Loot Can Make Me Happy von Samuel Barnes und Jean Olivier (Poke).

## Titelliste
CD 1
1. Home Alone (feat. Keith Murray)
2. Spendin’ Money
3. If I’m wit You
4. Half on a Baby
5. When a Woman’s Fed Up
6. Get Up on a Room
7. One Man
8. We Ride (feat. Jay-Z, Cam’ron, Vegas Cats & Noreaga)
9. The Opera
10. The Interview (feat. Suzanne LeMignot)
11. Only the Loot Can Make Me Happy
12. Don’t Put Me Out
13. Suicide
14. Etcetera
15. If I Could Turn Back the Hands of Time
16. What I Feel/Issues
17. I Believe I Can Fly

CD 2
1. The Chase
2. V.I.P. (feat. Jay-Z)
3. Did You Ever Think (feat. Nas)
4. Dollar Bill (feat. Foxy Brown)
5. Reality
6. 2nd Kelly
7. Ghetto Queen (feat. Crucial Conflict & Bizzy Bone)
8. Down Low Double Life
9. Looking for Love
10. Dancing with a Rich Man
11. I’m Your Angel (mit Céline Dion)
12. Money Makes the World Go Round (feat. Nas)
13. Gotham City

## Singleauskopplungen
| Jahr | Titel                                  | Höchstplatzierung, Gesamtwochen, AuszeichnungChartplatzierungen (Jahr, Titel, , Platzierungen, Wochen, Auszeichnungen, Anmerkungen) | Höchstplatzierung, Gesamtwochen, AuszeichnungChartplatzierungen (Jahr, Titel, , Platzierungen, Wochen, Auszeichnungen, Anmerkungen) | Höchstplatzierung, Gesamtwochen, AuszeichnungChartplatzierungen (Jahr, Titel, , Platzierungen, Wochen, Auszeichnungen, Anmerkungen) | Höchstplatzierung, Gesamtwochen, AuszeichnungChartplatzierungen (Jahr, Titel, , Platzierungen, Wochen, Auszeichnungen, Anmerkungen) | Höchstplatzierung, Gesamtwochen, AuszeichnungChartplatzierungen (Jahr, Titel, , Platzierungen, Wochen, Auszeichnungen, Anmerkungen) | Anmerkungen                                               |
| Jahr | Titel                                  | DE | AT | CH | UK | US | Anmerkungen                                               |
| ---- | -------------------------------------- | --- | --- | --- | --- | --- | --------------------------------------------------------- |
| 1996 | I Believe I Can Fly                    | DE3 Gold · (26 Wo.)DE | AT2 Gold · (16 Wo.)AT | CH1 Gold · (28 Wo.)CH | UK1 Platin · (18 Wo.)UK | US2 Platin · (34 Wo.)US | Erstveröffentlichung: 26. November 1996                   |
| 1997 | Gotham City                            | DE6 Gold · (22 Wo.)DE | AT7 (14 Wo.)AT | CH9 (25 Wo.)CH | UK9 (8 Wo.)UK | US9 Gold · (20 Wo.)US | Erstveröffentlichung: 8. Juni 1997                        |
| 1998 | I’m Your Angel                         | DE14 (14 Wo.)DE | AT13 (12 Wo.)AT | CH7 (15 Wo.)CH | UK3 Silber · (13 Wo.)UK | US1 Platin · (23 Wo.)US | Erstveröffentlichung: 21. September 1998 mit Céline Dion  |
| 1998 | Half on a Baby                         | DE38 (9 Wo.)DE | — | CH43 (5 Wo.)CH | UK16 (6 Wo.)UK | — | Erstveröffentlichung: 11. September 1998                  |
| 1998 | Home Alone                             | DE82 (6 Wo.)DE | — | — | UK17 (5 Wo.)UK | US65 (18 Wo.)US | Erstveröffentlichung: 30. Oktober 1998 feat. Keith Murray |
| 1998 | When a Woman’s Fed Up                  | — | — | — | UK24 (3 Wo.)UK | US22 (20 Wo.)US | Erstveröffentlichung: Dezember 1998                       |
| 1999 | Did You Ever Think                     | DE26 (17 Wo.)DE | — | CH98 (1 Wo.)CH | UK20 (5 Wo.)UK | US27 (16 Wo.)US | Erstveröffentlichung: 25. Mai 1999                        |
| 1999 | If I Could Turn Back the Hands of Time | DE2 Platin · (19 Wo.)DE | AT2 Gold · (18 Wo.)AT | CH1 Gold · (34 Wo.)CH | UK2 Platin · (25 Wo.)UK | US12 Gold · (17 Wo.)US | Erstveröffentlichung: 24. Juli 1999                       |
| 1999 | Only the Loot Can Make Me Happy        | — | — | — | UK24 (4 Wo.)UK | — | Erstveröffentlichung: Dezember 1999                       |

## Rezeption
I Believe I Can Fly, aus dem Space-Jam-Soundtrack, gewann bei den Grammy Awards 1998 in den Kategorien Best Song for a Motion Picture, Best R&B Song und Best R&B Vocal Performance. Darüber hinaus war Kelly noch für Record of the Year und Song of the Year nominiert. Bei den 28th Annual NAACP Image Awards siegte I Believe I Can Fly als Best Music Video und Best Song. Bei den BMI Awards kürte man ihn zum Pop-Songwriter of the Year 1998 und bei den MTV Video Music Awards nominierte man Kelly gleich in mehreren Kategorien.
Bei den Grammy Awards 1999 nominierte man Kelly in den Kategorien Best Pop Collaboration Vocals (Im Your Angel) und Best R&B Performance by a Duo (Lean Me On) und wurde schließlich als Künstler des Jahres bei den Source Hip-Hop Music-Awards von der Hip-Hop-Szene ausgezeichnet. Bei den Soul Train Awards ehrte man ihn als Entertainer of the Year und mit dem Best Male R&B/Soul Album. Weitere Ehrungen und Nominierungen folgten, so auch mit einer Auszeichnung als R&B/Hip-Hop Artist of the Year bei den Billboard Music Awards und Favorite Male Soul/R&B-Artist bei den American Music Awards.

## Kommerzieller Erfolg

### Chartplatzierungen
R. avancierte zum Top-10-Erfolg in den Vereinigten Staaten (Rang 2), den Niederlanden (Rang 3), Belgien-Flandern (Rang 5), Deutschland (Rang 8) oder auch Belgien-Wallonien (Rang 9).
| ChartsChartplatzierungen       | Höchstplatzierung | Wochen |
| ------------------------------ | ----------------- | ------ |
| Deutschland (GfK)              | 8 (34 Wo.)        | 34     |
| Österreich (Ö3)                | 45 (7 Wo.)        | 7      |
| Schweiz (IFPI)                 | 26 (27 Wo.)       | 27     |
| Vereinigte Staaten (Billboard) | 2 (51 Wo.)        | 51     |
| Vereinigtes Königreich (OCC)   | 27 (30 Wo.)       | 30     |

| ChartsJahrescharts (1998)    | Platzierung |
| ---------------------------- | ----------- |
| Vereinigtes Königreich (OCC) | 95          |

| ChartsJahrescharts (1999)      | Platzierung |
| ------------------------------ | ----------- |
| Vereinigte Staaten (Billboard) | 31          |
| Vereinigtes Königreich (OCC)   | 77          |

### Auszeichnungen für Musikverkäufe
| Land/Region                  | Auszeichnungen für Musikverkäufe (Land/Region, Auszeichnung, Verkäufe) | Verkäufe  |
| ---------------------------- | ---------------------------------------------------------------------- | --------- |
| Belgien (BRMA)               | Platin                                                                 | (50.000)  |
| Deutschland (BVMI)           | Gold                                                                   | (250.000) |
| Europa (IFPI)                | Platin                                                                 | 1.000.000 |
| Frankreich (SNEP)            | 2× Gold                                                                | (200.000) |
| Kanada (MC)                  | Platin                                                                 | 100.000   |
| Niederlande (NVPI)           | 2× Platin                                                              | (160.000) |
| Schweiz (IFPI)               | Gold                                                                   | (25.000)  |
| Vereinigte Staaten (RIAA)    | 8× Platin                                                              | 4.000.000 |
| Vereinigtes Königreich (BPI) | Platin                                                                 | (300.000) |
| Insgesamt                    | 4× Gold · 14× Platin ·                                                 | 5.100.000 |

Hauptartikel: R. Kelly/Auszeichnungen für Musikverkäufe